# Javier Ibarra
Javier Eduardo Ibarra de la Rosa (ur. 6 lutego 1998 w Monclovie) – meksykański piłkarz występujący na pozycji ofensywnego pomocnika lub skrzydłowego, od 2024 roku zawodnik Atlante.